# Вильгельм Людвиг (князь Ангальт-Кётена)
Вильгельм Людвиг Ангальт-Кётенский (нем. Wilhelm Ludwig von Anhalt-Köthen; 3 августа 1638, Кётен — 13 апреля 1665, Кётен) — князь Ангальт-Кётена из династии Асканиев.

## Биография
Вильгельм Людвиг — младший сын князя Ангальт-Кётена Людвига I и его второй супруги Софии Липпской. После смерти отца в 1650 году Вильгельм Людвиг получил титул князя Ангальт-Кётенского. До 1653 года в качестве регента в Ангальт-Кётене правил его дядя Август Ангальт-Плёцкауский. После его смерти в 1653 году регентство перешло к сыновьям Августа Лебрехту и Эмануэлю и завершилось в 1659 году с достижением Вильгельмом Людвигом совершеннолетия.
25 августа 1663 года Вильгельм Людвиг женился на принцессе Елизавете Шарлотте Ангальт-Гарцгеродской. Брак остался бездетным. Молодой князь умер уже в 1665 году и был похоронен в усыпальнице кётенской церкви Св. Якова. Со смертью Вильгельма Людвига угасла линия князей Ангальт-Кётенских. Княжество Ангальт-Кётен отошло Ангальт-Плёцкау, но сохранило своё название.